# Đỗ Tiến Sỹ
Đỗ Tiến Sỹ (sinh ngày 2 tháng 11 năm 1965, tại xã Đình Dù, huyện Văn Lâm, tỉnh Hưng Yên) là một chính trị gia người Việt Nam. Ông hiện là Ủy viên Ban Chấp hành Trung ương Đảng Cộng sản Việt Nam khóa XIII, Bí thư Đảng ủy, Tổng Giám đốc Đài Tiếng nói Việt Nam. Ông từng là Bí thư Tỉnh ủy Hưng Yên, Trưởng Đoàn ĐBQH khóa XIV tỉnh Hưng Yên.

## Sự nghiệp
Tại Đại hội Đảng bộ tỉnh Hưng Yên lần thứ XVIII, nhiệm kỳ 2015-2020, ông được bầu giữ chức Bí thư Tỉnh ủy. Ông từng đảm nhiệm các chức vụ Chủ tịch Ủy ban nhân dân huyện Văn Lâm (Hưng Yên), Bí thư Huyện ủy Văn Lâm, Phó Ban Tổ chức Tỉnh ủy, Trưởng ban Dân vận Tỉnh ủy Hưng Yên, Phó Bí thư Thường trực Tỉnh ủy Hưng Yên.
Ngày 8/12/2015, tại kỳ họp thứ 11, HĐND tỉnh Hưng Yên khóa XV đã bầu bổ sung Đỗ Tiến Sỹ giữ chức vụ Chủ tịch HĐND tỉnh Hưng Yên nhiệm kỳ 2011- 2016.
Ngày 29/6/2016, HĐND tỉnh Hưng Yên khóa XVI nhiệm kỳ 2016-2021 tổ chức kỳ họp thứ nhất miễn nhiệm chức vụ Chủ tịch HĐND tỉnh đối với Đỗ Tiến Sỹ.
Ngày 9 tháng 6 năm 2021, Thủ tướng Chính phủ Phạm Minh Chính ký Quyết định số 898/QĐ-TTg, Thủ tướng quyết định điều động, bổ nhiệm ông Đỗ Tiến Sỹ - Ủy viên Trung ương Đảng, Bí thư Tỉnh ủy Hưng Yên nhiệm kỳ 2020-2025, Trưởng đoàn đại biểu Quốc hội khóa XIV tỉnh Hưng Yên giữ chức Bí thư Đảng ủy, Tổng Giám đốc Đài Tiếng nói Việt Nam.